# 丁索爾區
丁索爾區是索馬利亞的一個區，位於該國南部的拜州，首府為丁索爾。

## 外部鏈結
- 丁索爾區行政區域圖[永久]